# Cassam Uteem
Cassam Uteem est un homme d'État mauricien né le 22 mars 1941. Il fut le deuxième président de la république de Maurice du 30 juin 1992 au 25 février 2002. Il a été président du comité de la journée mondiale du refus de la misère le 17 octobre, en association avec ATD-Quart Monde.